# Lassine Diarra
Lassine Diarra (* 11. November 2002 in Bamako) ist ein malischer Fußballtorwart, der bei Olympique Lyon in der Ligue 1 unter Vertrag steht.

## Karriere

### Verein
Diarra erlernte das Fußballspielen in der Aspire Academy in Dakar, im Senegal. Im Jahr 2016 wechselte er zum malischen Lakika FC, wo er über die Junioren bis zur Herrenmannschaft spielte.
Im Sommer 2022 wechselte Diarra nach Frankreich zu LB Châteauroux in die National. Hier spielte er in der Saison 2022/23 zehnmal für das fünftklassige Reserveteam, stand aber auch schon bei der ersten Mannschaft im Kader.
Im November 2023 unterzeichnete er bei der Reserve von Olympique Lyon. Dort kam er im Rest der Saison 2023/24 noch zu acht Einsätzen in der National 3. Im August 2024 verlängerte er seinen Vertrag bei OL bis 2027. Im Januar 2025 stand Diarra die ersten Male im Kader der Profis in der Europa League.

### Nationalmannschaft
Diarra nahm mit der malischen U23-Nationalmannschaft am U23-Afrika-Cup 2023 teil, wo er in vier der fünf Partien auf dem Weg zum dritten Platz im Tor stand.
Zudem stand Diarra im Kader der Olympischen Sommerspiele 2024. Hier bestritt er alle drei Gruppenspiele bis zum Ausscheiden der Malier.